# Jaromír Herle

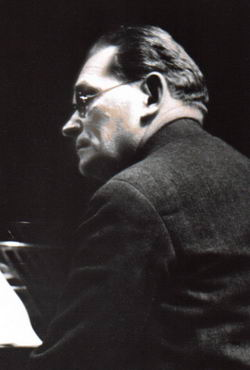
Jaromír Herle

Jaromír Herle (* 23. August 1872 in Moravské Budějovice; † 30. November 1945 in Prag) war ein tschechischer Komponist und Chorleiter.

## Leben und Wirken
Jaromír Herle stammte aus der Familie eines Postbeamten. Schon in seiner Kindheit erhielt er Klavier- und Geigenunterricht. Im Alter von 14 Jahren wurde er auf die Prager Orgelschule aufgenommen, sein Lehrer dort war František Zdeněk Skuherský. Über seinen Onkel, den Musikverleger František Augustin Urbánek kam Jaromír Herle früh in Kontakt mit führenden tschechischen Komponisten wie Antonín Dvořák, Zdeněk Fibich, Karel Bendl und Josef Bohuslav Foerster.
In den Jahren 1890 bis 1894 spielte Herle Geige und Waldhorn in einer Prager Militärkapelle, zog dann nach Serbien und unterrichtete Gesang am Gymnasium in Šabac und sammelte dort seine ersten Erfahrungen in der Leitung eines Chors. Ab 1898 lebte er in Wien, wurde Mitglied im Chor der Wiener Staatsoper und ab 1899 der stellvertretende Chorleiter. Außerdem leitete er die tschechischen Chöre Lumír und Slovanský zpěvácký spolek (Slawischer Gesangverein). Mit Lumir führte er in Wien die Kantaten Svatební košile (Das Hochzeitshemd) von Antonín Dvořák (1911), Bouře (Der Sturm) von Vítězslav Novák (1913) und Česká píseň von Bedřich Smetana und das Oratorium Stabat Mater von Josef Bohuslav Foerster auf. Während des Ersten Weltkriegs studierte er in Wien unter anderem die Opern Prodaná nevěsta (Die verkaufte Braut) von Bedřich Smetana und V Studni (Im Brunnen) von Vilém Blodek ein und machte in der Österreichischen Hauptstadt tschechische Musik bekannt. In Wien trat er auch als Klavierbegleiter, Solosänger (Tenor) und Mitglied eines Gesangsquartetts auf.
Nach der Gründung der Tschechoslowakischen Republik im Jahr 1918 kehrte er nach Prag zurück und arbeitete als Chorleiter, Sänger und Organist in verschiedenen Prager Kirchen. Seine Zusammenarbeit mit der Wiener Staatsoper und mit dem Chor Lumír setzte er bis 1921 fort. Der Höhepunkt seiner Karriere war die Ernennung zum Chorleiter des Prager Nationaltheaters (1921–1936) und im gleichen Jahr zum Chorleiter des Prager Hlahol (1921–1939).
Mit Hlahol studierte er ein breites Repertoire anspruchsvoller Vokalmusik und vokal-instrumentaler Musik ein. Zu nennen sind die Balladen von Vítězslav Novák, Stabat Mater von Antonín Dvořák, die 9. Symphonie von Ludwig van Beethoven, Kantate O posledních věcech člověka (Über die letzten Dinge des Menschen) von Ladislav Vycpálek und Requiem von Hector Berlioz. Unter seiner Leitung überstieg die Zahl der Hlahol-Mitglieder zum ersten Mal eintausend. Mit dem Chor unternahm er erfolgreiche Konzertreisen nach Jugoslawien, Deutschland und Polen und gewann im Jahr 1923 den ersten Preis im internationalen Chorwettbewerb in Amsterdam. Ein bedeutender Erfolg im Ausland war auch das Hlahol-Konzert in Frankfurt am Main anlässlich der Internationalen Ausstellung Musik im Leben der Völker im Jahr 1927. Unter seiner Leitung arbeitete Hlahol auch mit ausländischen Gastdirigenten zusammen.
Jaromír Herle hinterließ als Komponist ein umfangreiches Werk mit dem Schwerpunkt Kirchenmusik. Er komponierte unter anderem Messen, Requiem und Te Deum, aber auch Lieder und Chöre in verschiedenen Besetzungen. Seine Kompositionen sind weitgehend unbekannt geblieben.